# Biblioteca Marciana

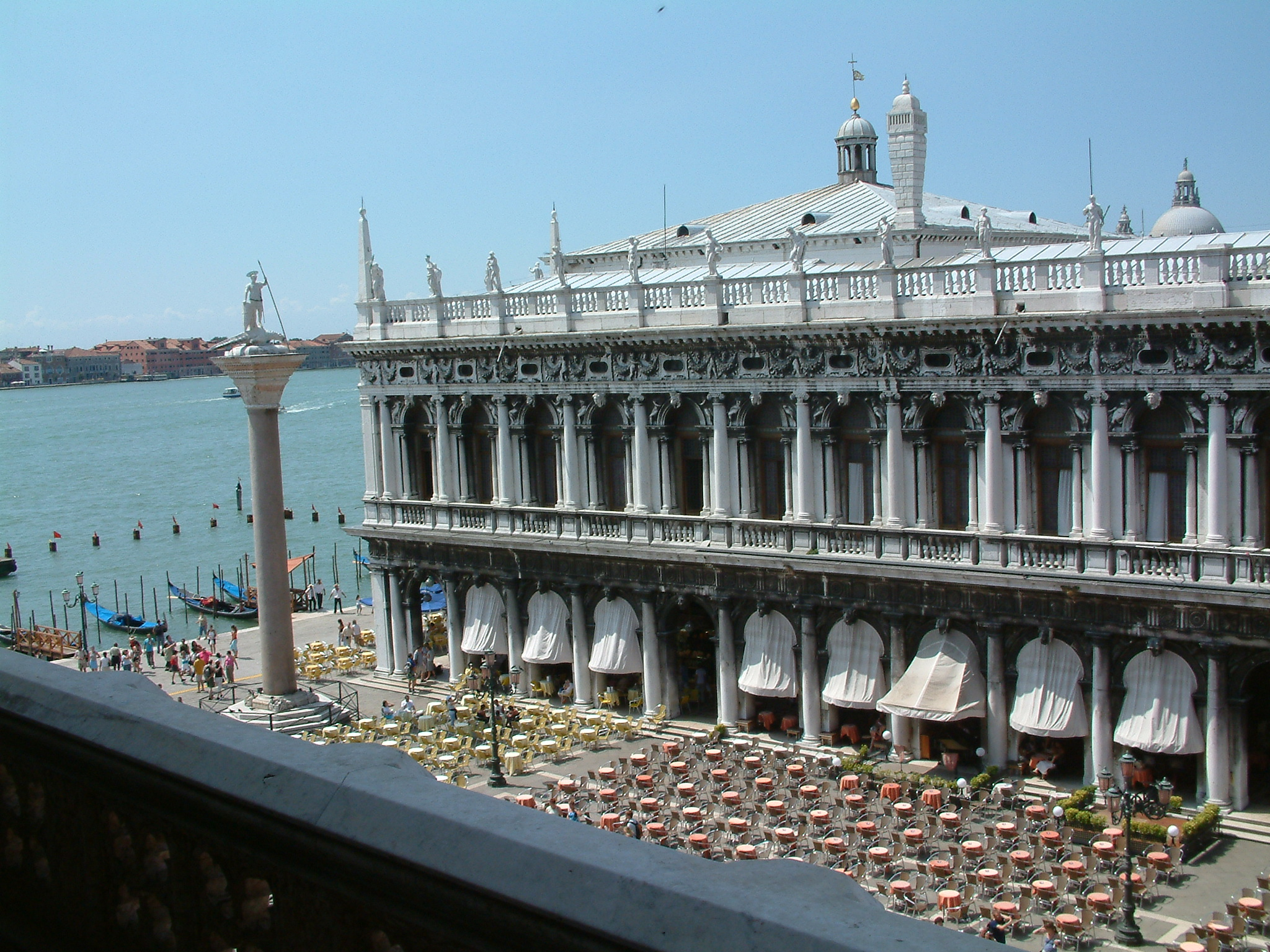
Clădirea Bibliotecii Marciana, proiectată de Jacopo Sansovino.

Biblioteca Nazionale Marciana sau Biblioteca San Marco, fondată în 1468, este o bibliotecă publică găzduită de o clădire renascentistă din Veneția, nordul Italiei; ea este una dintre cele mai vechi depozite publice de manuscrise din țară, deținând una dintre cele mai mari colecții de texte clasice din lume. Biblioteca este numită după Sfântul Marcu, patronul spiritual al Veneției. Nu trebuie confundată cu Arhiva de Stat a Republicii Venețiene, care se află într-o altă parte a orașului.

## Istoric
Biblioteca a fost dotată cu o clădire proiectată de Jacopo Sansovino. Primele șaisprezece arcade ale sale au fost construite în perioada 1537-1553, realizarea frescelor și al altor decorațiuni continuând până în 1560. Sansovino a murit în 1570, dar în 1588, Vincenzo Scamozzi a întreprins construirea altor cinci arcade, tot după proiectul lui Sansovino, aducând clădirea până la Molo sau dig, lângă clădirea lui Sansovino pentru monetăria venețiană, Zecca. Unul dintre primii bibliotecari, din 1530, a fost Pietro Bembo. Cu toate acestea, fondul de carte al bibliotecii a început să fie colectat înainte de construcția clădirii. De exemplu, baza colecțiilor din bibliotecă a fost donația făcută Serenissimei a colecției de manuscrise adunate de umanistul, savantul, patronul și colecționarul bizantin, cardinalul Bessarion; el și-a donat propria colecție la 31 mai 1468: circa 750 de manuscrise în limbile latină și greacă, la care a adăugat încă 250 de manuscrise și unele cărți tipărite (incunabule), constituind prima bibliotecă "publică" deschisă oamenilor de știință din Veneția. (În 1362 biblioteca lui Petrarca a fost donată orașului Veneția, dar această colecție de manuscrise, cărți vechi și scrisori personale a fost pierdută sau dispersată).
Ca și British Library sau Biblioteca Congresului în vremurile din urmă, Biblioteca Marciana a beneficiat de dreptul de depozit legal, dat de o lege din 1603 care cerea ca o copie din toate cărțile tipărite la Veneția să fie depusă în Marciana. Fondurile de carte de la Marciana au fost îmbogățite prin transferul la sfârșitul secolului al XVIII-lea al colecțiilor acumulate în mai multe mănăstiri, cum ar fi Sf. Giovanni și Paolo din Veneția și S. Giovanni di Verdara din Padova.
Colecția a fost îmbogățită prin donații mari realizate din când în când:
- 1589: Melchiorre Guilandino de Marienburg (2.200 de cărți tipărite);
- 1595: Jacopo Contarini da S. Samuele, amânată până la stingerea urmașilor pe linie masculină a familiei Contarini, în 1713 (175 de manuscrise și 1.500 de cărți tipărite);
- 1619: Girolamo Fabrici d'Acquapendente (13 volume cu ilustrații anatomice colorate de mână);
- 1624: Giacomo Gallicio (20 de manuscrise grecești);
- 1734: Gian Battista Recanati (216 manuscrise, printre care codicele Casei de Gonzaga);
- 1792: Tommaso Giuseppe Farsetti (350 de manuscrise și cărți tipărite);
- 1794: Amedeo Svajer (peste 340 de manuscrise printre care și testamentul lui Marco Polo);
- 1797: Jacopo Nani (peste 1.000 de manuscrise, în special în greacă și în alte limbi orientale).

Odată cu căderea Republicii Venețiene în 1797, Biblioteca Marciana a fost îmbogățită prin transferul de manuscrise și cărți din clădirile cu scop religios care au fost desființate sub regimul lui Napoleon I. În 1811 biblioteca a fost mutată în încăperile mai spațioase din Palatul Dogilor, unde au fost aduse și alte colecții:
1814: Girolamo Ascanio Molin (2209 de cărți fin tipărite, 3835 de stampe și 408 de desene, adăpostite în cea mai mare parte în Museo Correr;
1843: Girolamo Contarini (906 manuscrise și 4000 de cărți tipărite);
1852: Giovanni Rossi (470 de manuscrise și o colecție de opere venețiene).
În 1904 colecția a fost mutată în clădirea Zecca (construită tot după planurile lui Sansovino în perioada 1537-1547 ca monetărie). Biblioteca s-a extins de atunci iarăși în spațiile sale originale adiacente și chiar în secțiuni ale Procuratie Nuove din Piața San Marco.
Astăzi, în afară de circa un milion de cărți tipărite, Biblioteca Marciana conține aproximativ 13.000 de manuscrise, 2.883 de incunabule și 24.055 de lucrări tipărite între 1500 și 1600. Există multe anluminuri. Printre comorile de neînlocuit sunt zeci de partituri de operă de Francesco Cavalli și sonate de Domenico Scarlatti.

## Manuscrise
- Codex Nanianus
- Codex Cumanicus
- Uncial 0243
- Minuscule 205
- Minuscule 206
- Minuscule 207
- Minuscule 208
- Minuscule 209
- Minuscule 210
- Minuscule 211
- Minuscule 212
- Minuscule 213
- Minuscule 214
- Minuscule 215
- Minuscule 217
- Minuscule 354
- Minuscule 355
- Minuscule 357
- Minuscule 405
- Minuscule 406
- Minuscule 407
- Minuscule 408
- Minuscule 409
- Minuscule 410
- Minuscule 411
- Minuscule 412
- Minuscule 413
- Minuscule 414
- Minuscule 415
- Minuscule 416
- Minuscule 417
- Minuscule 418
- Minuscule 419
- Minuscule 599
- Minuscule 891
- Minuscule 893
- Lecționarul 107
- Lecționarul 108
- Lecționarul 109
- Lecționarul 110
- Lecționarul 139
- Lecționarul 140
- Lecționarul 141
- Lecționarul 142
- Lecționarul 264
- Lecționarul 265
- Lecționarul 266
- Lecționarul 267
- Lecționarul 268
- Lecționarul 269
- Marcianus CCXXVIII